# Gerardo Ortiz González
Gerardo Ortiz González (8 de septiembre de 1976) es un deportista cubano que compitió en taekwondo. Ganó una medalla de oro en los Juegos Panamericanos de 2007 en la categoría de +80 kg.

## Palmarés internacional
| Juegos Panamericanos | Juegos Panamericanos    | Juegos Panamericanos | Juegos Panamericanos |
| Año                  | Lugar                   | Medalla              | Categoría            |
| -------------------- | ----------------------- | -------------------- | -------------------- |
| 2007                 | Río de Janeiro (Brasil) | Medalla de oro       | +80 kg               |